# Holly Robinson Peete
Holly Robinson Peete (Northwest Philadelphia, 18 september 1964), ook bekend als Holly Robinson of Holly Robinson-Peete, is een Amerikaans actrice.
Robinson studeerde psychologie in Frankrijk, maar kreeg een carrière als actrice. Hoewel ze slechts in enkele films te zien is geweest, heeft ze veel televisieproducties op haar naam staan. Zo had ze een hoofdrol in de succesvolle televisieserie 21 Jump Street. Voor haar televisiewerk kreeg ze in 2022 een ster op de Hollywood Walk of Fame.

## Filmografie

### Televisie
- 21 Jump Street (1987-1991)
- Hangin' with Mr. Cooper (1992-1997)
- Like Family (2003-2004)
- Love, Inc. (2005-2006)
- For Peete's Sake (2016-2017)
- Morning Show Mysteries (2018-2021)
- Meet the Peetes (2018-heden)

### Film
- 21 Jump Street (2012)